# Demetera
Demetera  (лат.) — род мух-зеленушек из семейства Dolichopodidae (отряд Двукрылые). Афротропика (Эфиопия), Ориентальная область (Мьянма), Австралазия (Австралия, Папуа-Новая Гвинея, Соломоновы Острова).

## Описание
Клипеус и лицо блестящие голубовато-фиолетовые. Усики чёрные. Передние ноги самцов нормально развиты, эпандриум дорзовентрально сдавлен. Морфологически близок к роду Saccopheronta Becker, 1914.

## Систематика
8 видов. Род был впервые выделен в 2011 году российским энтомологом И. Я. Гричановым на основании нескольких видов из рода Medetera (из группы видов Medetera melanesiana).
- Demetera demeteri (Grichanov, 1997)[2]
- Demetera kokodensis  (Bickel, 1987)
- Demetera macalpinei (Bickel, 1987)
- Demetera malaisei (Bickel, 1987)
- Demetera melanesiana (Bickel, 1987)
- Demetera morobensis (Bickel, 1987)
- Demetera niuginiensis (Bickel, 1987)
- Demetera rhetheura (Bickel, 1987)